# Can Surell (Sant Pere de Vilamajor)
Can Surell és una masia gòtica de Sant Pere de Vilamajor (Vallès Oriental) protegida com a Bé Cultural d'Interès Local.

## Descripció
Conjunt amb l'edifici principal orientat al sud-oest, al qual s'hi han anat afegint cossos organitzant patis interiors. La masia original consta de planta baixa, pis i golfes, amb murs de paredat comú amb pedres cantoneres poc treballades i amb coberta de teula àrab a dues aigües, realitzada modernament per adequar-la a un nou cos. La façana principal presenta una portalada d'arc de mig punt amb dovelles de pedra sorrenca sobre la qual destaca una finestra d'arc conopial lobulada sobre fals capitell de decoració vegetal. La resta d'obertures presenten llinda, brancals i lleixa motllurada de pedra sorrenca.

## Història
Can Surell va ser casa de colònies de l'Institut del Parc durant la II República i els inicis de la Guerra Civil.